# ガプリンゲン
ガプリンゲン (ドイツ語: Gablingen) は、ドイツ連邦共和国バイエルン州シュヴァーベン行政管区のアウクスブルク郡に属す町村（以下、本項では便宜上「町」と記述する）である。城館と教会がガプリンゲンの景観を決定づけている。

## 地理

### 位置
この町は、アウクスブルクの北西約 10 km の、アウクスブルク＝ヴェストリヘ・ヴェルダー自然公園（その 32 % を森林が占めている）の端に位置している。首邑の東端をシュムッター川が流れている。町域の東端にはかつてのゲルストホーフェン＝ガプリンゲン軍事飛行場があり、そこには現在、連邦情報局ガプリンゲン分所とアウクスブルク＝ガプリンゲン刑務所がある。首邑の高度は 430 - 520 m である。

### 地区
この町は、5つのゲマインデタイル（地理上の地区）からなる。
- ガプリンゲン:　ガプリンゲン＝アウスジートラーヘーフェを含む
- ガプリンゲン＝ジートルング:　ガプリンゲン・アム・フルークプラッツを含む
- ホルツハウゼン:　「ホルツヴィンケルの門」と呼ばれる。
- リュッツェルブルク
- ムッタースホーフェン

## 歴史

### 自治体形成まで
集落の創成は5世紀とされている。
プファルホーフ・ガプリンゲンは1144年に初めて文献に記録されており、シュヴァーベン公領に属していた。1527年から1806年までこの町はフッガー家の所領であり、その後バイエルン王国領となった。バイエルンの行政改革に伴う1818年の自治体令により現在の自治体が形成された。

### 近現代
駅付近に1940年に航空基地職員のための集落が建設され、1952年から1962年まで故郷を追われた人々のための新興住宅地建設により大きく拡大した。
1944年にダッハウ強制収容所の分所がここに設けられた。
1994年に850年祭が祝われ、これを機会に町の年代記が刊行された。

### 町村合併
小集落ホルツハウゼンは1818年にガプリンゲンに合併した。
バイエルン州の自治体再編に伴い1978年5月1日にリュッツェルブルクが合併した。

## 住民

### 人口推移
1988年から2018年までの間にこの町の人口は、4,033人から4,692人まで、659人、約 16.3 % 増加した。
この町の人口は約5千人で、アウクスブルク郡で11番目の規模の町である。

## 行政

### 議会
ガプリンゲンの町議会は16議席からなる。

### 首長
2020年5月からカリーナ・ルーフが町長を務めている。彼女はガプリンゲン初の女性町長で、2020年の町長選挙では35票差で対立候補のユルゲン・シャンティンに勝利した。
前任者のカール・ヘルマンは2008年から2020年までガプリンゲン町長を務めた。

### 紋章
図柄: 青地と金地に左右二分割。向かって左は銀の横波帯が描かれた緑の三つの峰の上に高い破風と赤い屋根の塔を持つ銀の城が建ってる。向かって右は青いユリである。
紋章の由来: この紋章は向かって左半分にガプリンゲンの城館が描かれている。向かって右半分は紋章化された百合と青-金の配色でフッガー家を想起させる。フッガー家は1527年に城館を獲得して、1889年までこの城を所有していた。フッガー家は1528年に大きな所領も獲得した。銀の横帯は、町内を流れるシュムッター川を表している。
この紋章は1952年に認可された。
レターヘッドのロゴは「Die Perle des Schmuttertal」（シュムッター川の谷の真珠）である。

## 経済と社会資本

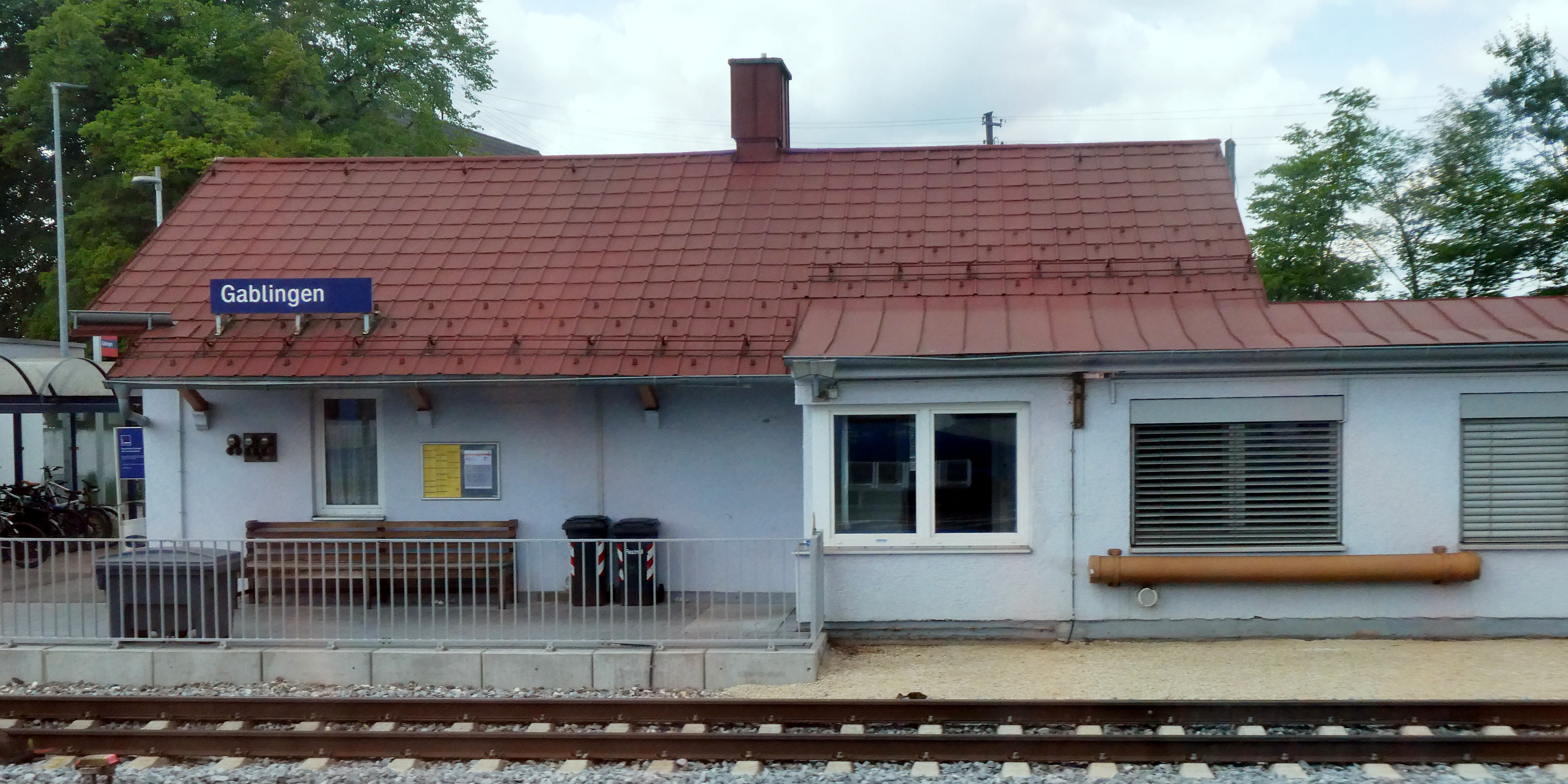
ガプリンゲン駅

### 交通
この町には、鉄道アウクスブルク - ネルトリンゲン線の駅がある。駅は首邑のガプリンゲン中心部から約 1.5-2 km 離れたガプリンゲン＝ジートルング地区にある。ここからアウクスブルク交通・運賃連盟の2本のバス路線（420、459）が町内、アウクスブルク、アハスハイム、ラングヴァイト/レヒ、ゲルストホーフェン工業パーク方面へ運行している。連邦アウトバーン 8号線（シュトゥットガルト - ミュンヘン）のアウクスブルク西ジャンクションおよびノイゼスインターチェンジまで 6 km の距離にある連邦道2号線/17号線も通っており、ゲルストホーフェン北インターチェンジ（5 km の距離にある）からガプリンゲン地区に直接アクセスできる。旧飛行場の端にある広さ 16 ha の新工業地区やフォレット（ラングヴァイト・アム・レヒ）に近い北部の旧工業地区は、鉄道ニュルンベルク - アウクスブルク線と連邦道2号線（アウクスブルク - ドナウヴェルト）との間にあり、シュテッテンホーフェン・インターチェンジまで 2 km と大変交通の便が良い。
3本の自転車道・遊歩道がガプリンゲンを通っている。
- バイエルン＝シュヴァーベン・ヤーコブスヴェーク（ヤコブの巡礼路）[9]。エッティンゲンからアウクスブルクを経てアルゴイ（ドイツ語版、英語版）に入り、ボーデン湖まで。
- 7-シュヴァーベン＝ツアー[10]。自然公園をめぐる 220 km の周回路。
- プファラー＝クナイプ＝ヴェーク[11]。ビーバーバッハからバート・ヴェーリスホーフェン（ドイツ語版、英語版）まで全長約 84 km。

### 公共施設
町内には、基礎課程学校1校、カトリックの幼稚園2園、AWO-託児所、医院2院、獣医1院、歯科医1院、薬局1軒、クラブハウス3棟、教区集会所2棟、公民館1館がある。

### 企業
- リンデグループ傘下のリンデ・ガス・ガプリンゲン[12]が、この町最大の雇用主である。
- STAUB & Co. - ジルバーマン・ケミー GmbH はシュトックハイマー・ケミー傘下の企業で、ガプリンゲンに支社を有する[13]。
- フェダーシュピール・マシーネンバウ GmbH（機械製造）。
- アウクスブルガー・ホルツハウス GmbH フォアフェルティグング: 木造プレハブ住宅。ガプリンゲン支社[14]。
- タッパーウェア S. & D. バイエル GmbH。人口樹脂製のキッチン・日用品および化粧品、身体ケア用品販売。ガプリンゲン地域販売。
- Gablinger Truthuhnspezialitäten GmbH（ガプリンゲン七面鳥農場）アウクスブルク地域最大の鳥肉製品製造業者。
- ドキュメントゥム・バイエルン GmbH 高層ラック倉庫を持つデータアーカイブ、完全破棄のための文書管理会社。
- 唯一の宿泊施設がムッターホーフェンの「ザンクト・クラウス・ヒュッテ」（自然愛好館）である[15]。

## 文化と見どころ
数多くの地元クラブが多彩な文化、スポーツ、レジャー活動を提供している（野外劇場、謝肉祭のパレード、モトクロス、自然愛好館など）。
アウクスブルク＝ヴェストリヘ・ヴェルダー自然公園の周縁部にあたる森や丘陵は、散策や長距離のハイキングに好適である。
ガプリンゲンはアウクスブルク郡北部における謝肉祭の盛んな町である。ここでは、1992年からスピーチ、ダンス、音楽などのプログラムが上演されている。謝肉祭の宴会は通常、謝肉祭の土曜日前の週末、金曜日や土曜日に開催される。1979年からケールハウス祭を含むガプリンゲンの謝肉祭のパレードが再び行われるようになった。謝肉祭の火曜日には伝統的に首邑で謝肉祭のパレードが開催される。
首邑には、この地域で発掘された出土品を収蔵する考古学博物館が基礎課程学校前にある。ここには石器時代から中世までの遺物が収められている。また、アウクスブルク郡の中世城郭の発展についても紹介している。
ホルツハウザー・ヴェークの町の墓地は、2012年にバイエルン州家族文化協会の墓地プロジェクトの一環として記録がなされた。1,500以上の墓碑銘が記されている。

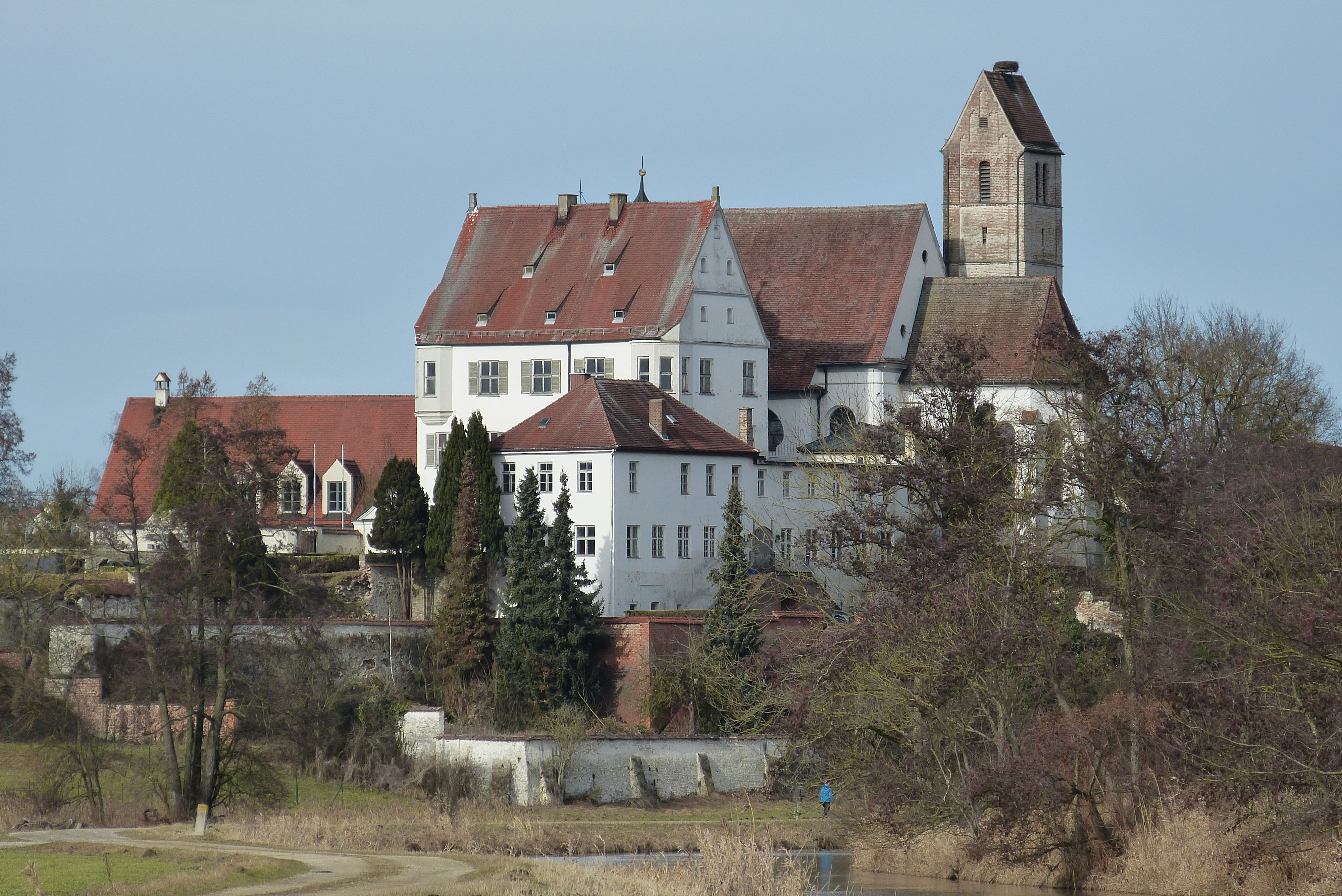
ガプリンゲン城。背後に聖マルティン教会が見える。

### 建築文化財
- 1734年から1738年にフッガー家の私的な教会として建設されたバロック様式の聖マルティン教会は重要である。このガプリンゲンの教会の教会塔（ドイツ語版、英語版）と内陣は15世紀後半に造られた。クロッシングにある2つの祭壇には、2つのフッガー家の組み合わせ紋章が見られる。
- ガプリンゲン城

## 人物

### ゆかりの人物
- パウル・クレー（1879年 - 1940年）画家。1917年1月17日からゲルストホーフェン＝ガプリンゲン飛行場に駐在した。会計係として前線勤務を免れたため、基地の外の部屋で絵を描き続けた。